# Вдовенко, Герасим Андреевич
Герасим Андреевич Вдовенко (4 марта 1867—22 января 1946) — русский офицер, участник белого движения, атаман Терского казачьего войска.

## Биография
Родился в станице Государственной. В 1888 году окончил Ставропольское казачье училище, после чего получил чин хорунжего в 1-м Кизляро-Гребенском полку. С 1893 года сотник, с 1900 — подъесаул. Участник русско-японской войны во время которой получил чин есаула. С 1909 в 1-м Волгском полку. Участник Первой мировой войны. В 1915 году получил чин полковника.

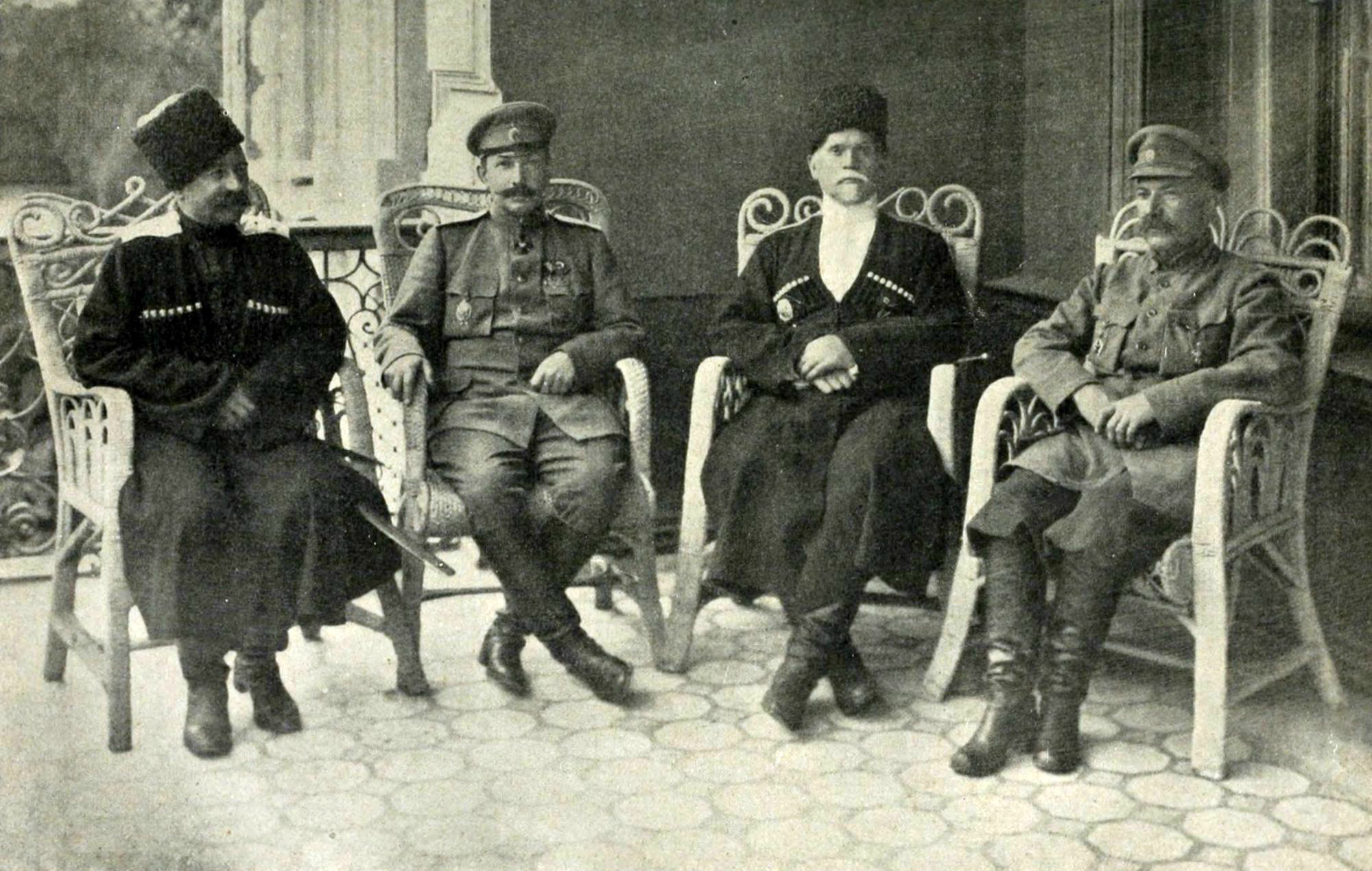
Войсковые атаманы казачьих войск в Белой Армии — Терского войска — Герасим Вдовенко, Донского войска — Африкан Богаевский, Кубанского войска — Александр Филимонов, Астраханского войска — Н. В. Ляхов.

В 1918 году принял участие в Терском восстании. С осени 1918 г. — генерал-майор. Командовал Терскими казачьими частями в Добровольческой армии Деникина и Русской армии Врангеля. В 1919 году произведён в генерал-лейтенанты. Выехал из Крыма на пароходе во время эвакуации Белой армии. В эмиграции проживал в Югославии. Отказался отступать вместе с немецкими войсками из Белграда.
Арестован СМЕРШ. Приговорен к 10 годам лишения свободы. Умер в 5-м в лагпункте Темлага НКВД.